# Das Geld anderer Leute
Das Geld anderer Leute (Originaltitel: Other People’s Money) ist eine US-amerikanische Filmkomödie aus dem Jahr 1991. Die Regie führte Norman Jewison, das Drehbuch schrieb Alvin Sargent anhand eines Theaterstücks von Jerry Sterner. Die Hauptrolle spielte Danny DeVito.

## Handlung
Lawrence Garfield ist ein Corporate Raider, also ein Unternehmer, der schwache Unternehmen auf dem Weg der feindlichen Übernahme aufkauft, ausschlachtet und die Vermögenswerte gewinnbringend verkauft. Deswegen nennt man ihn auch Larry, den Liquidator. Sein nächstes Ziel ist die Drahtfabrik New England Wire and Cable, die von Andrew Jorgenson geführt wird.
Garfield, der bereits Anteile besitzt, besucht Jorgenson in seiner Fabrik in Rhode Island und erklärt ihm seine Pläne: Die Drahtfabrik soll verkauft werden, um Erträge zu erwirtschaften. Im Augenblick sei sie nicht rentabel. Jorgenson kann mühsam einen Wutanfall unterdrücken und wirft Garfield raus. Dieser fängt an, Aktien von New England Wire and Cable in großem Stil zu kaufen.
Die Anwältin Kate Sullivan, Tochter von Jorgensons Frau und Gesellschafterin Bea Sullivan, wird engagiert, um die Übernahme abzuwehren. Nach einigen juristischen Schlachten zwischen Kate Sullivan und Lawrence Garfield nähert sich die Abstimmung der Aktionäre über die Zukunft des Unternehmens. Garfield verliebt sich in Kate. Kurz vor der Abstimmung macht er ihr einen Heiratsantrag und offenbart ihr eine sensible Seite. Er sagt, sie würde ihn nach der Abstimmung hassen. Ebenfalls wenige Tage vor der Entscheidung bietet die Ehefrau Jorgensons Lawrence Garfield ihre gesamten privaten Ersparnisse, 1.000.000 $ an, würde Garfield die Fabrik in Ruhe lassen; andererseits ist einer der Manager des Unternehmens für eine hohe persönliche Abfindung bereit, für Garfield zu stimmen.
Bei der Aktionärsversammlung stellen Jorgenson und Garfield in langen Reden ihre verschiedenen wirtschaftlichen Standpunkte dar. Jorgenson ist ein charismatischer, patriarchischer Unternehmensleiter, der die Aktionäre beschwört, das Unternehmen und seine Arbeitsplätze zu retten. Gleichzeitig beschimpft er Garfield, den er als amoralisch und gierig darstellt. Garfield vergleicht Jorgensons Rede mit einem Gebet, da das Unternehmen veraltete Produkte herstelle und wirtschaftlich nicht überlebensfähig sei. Seine Zerschlagung werde zumindest Geld in die Taschen der Aktionäre bringen, die damit in andere Unternehmen investieren könnten. Garfield gewinnt die Abstimmung, die Gesellschaft gerät unter seinen Einfluss.
Kurz danach ruft Kate Sullivan Lawrence Garfield an. Die Fabrik müsse nicht geschlossen werden, sie hätte japanische Investoren gefunden, die in der Fabrik Draht für Airbags herstellen wollen. Garfield bereitet sich mit viel Freude auf ein neues Treffen vor.

## Kritiken
Roger Ebert schrieb in der Chicago Sun-Times vom 18. Oktober 1991, Danny DeVito sei die richtige Besetzung der Rolle von Lawrence Garfield. Die letzte Szene des Films fand Ebert „künstlich“ („manufactured“).
Desson Howe lobte in der Washington Post vom 18. Oktober 1991 die Darstellung von Danny DeVito und verglich sie zum Teil mit der Darstellung von Michael Douglas im Film Wall Street. Er kritisierte das „abgebrochene“ („abrupt“) Ende des Films.